# Thomas Hampson (cantante)
Thomas Hampson (Elkhart, 28 giugno 1955) è un baritono statunitense.

## Biografia
Cresciuto a Spokane, ebbe la sua prima istruzione presso la Eastern Washington University e il Fort Wright College. A diciannove anni avviò la sua carriera professionale grazie a Marietta Coyle, apparendo in Hänsel und Gretel di Engelbert Humperdinck.
In seguito studiò con Martial Singher, Horst Günter ed Elisabeth Schwarzkopf, e nel 1980 entrò a far parte della Deutsche Oper am Rhein di Düsseldorf.
L'incontro con Leonard Bernstein, durante il primo periodo della sua carriera, permise al baritono di acquistare sicurezza nell'interpretare autori come Schubert, Hugo Wolf e Richard Strauss, dedicando a questi numerosi concerti e registrazioni, che includono poi anche Claudio Monteverdi con il Vespro della Beata Vergine, le cantate di Johann Sebastian Bach, gli oratori Paulus ed Elia di Felix Mendelssohn, nonché opere di William Turner Walton, Ralph Vaughan Williams, Frederick Delius, Maurice Duruflé, le operette di Franz Lehár e Johann Strauss (figlio), e musical di Cole Porter, Irving Berlin e Leonard Bernstein.
La maggior parte di queste registrazioni ha vinto premi distinti, tra i quali il Grammy e il Gramophone Award, il Grand Prix du Disque, l'Edison Prize e l'Echo Klassik.
Grazie alla sua versatilità e al suo fraseggio inconfondibile, Thomas Hampson ha potuto interpretare opere liriche come Don Giovanni, Il barbiere di Siviglia, Guglielmo Tell, Macbeth, Simon Boccanegra, Evgenij Onegin, facendosi apprezzare in tutti i teatri mondiali quali l'Opera di Zurigo, la Metropolitan Opera di New York, la San Francisco Opera, l'Opéra National di Parigi, la Royal Opera House al Covent Garden di Londra, e l'Opera di Stato di Vienna.
Thomas Hampson è stato nominato "Chevalier des Arts et des Lettres" dalla Royal Academy of Music e decorato con la Medaglia d'Onore austriaca per la Scienza e l'Arte.
Nel 2003, ha fondato la Fondazione Hampsong dedicata alla promozione dell'arte musicale in America, sostenendo la ricerca di giovani artisti attraverso progetti di ricerca, simposi, masterclass, debutti, conferenze e concerti.

## Repertorio
| Ruolo                                | Titolo                          | Autore           |
| ------------------------------------ | ------------------------------- | ---------------- |
| Sir Riccardo Forth                   | I puritani                      | Bellini          |
| Wozzeck                              | Wozzeck                         | Berg             |
| Chorèbe                              | Les Troyens                     | Berlioz          |
| Escamillo                            | Carmen                          | Bizet            |
| Billy Budd                           | Billy Budd                      | Britten          |
| Doktor Faust                         | Doktor Faust                    | Busoni           |
| Evgenij Onegin                       | Evgenij Onegin                  | Čajkovskij       |
| The Dark Fiddler                     | A Village Romeo and Juliet      | Delius           |
| Antonio                              | Linda di Chamounix              | Donizetti        |
| Orest                                | Iphigénie en Tauride            | Gluck            |
| Valentin                             | Faust                           | Gounod           |
| Frederick William                    | Der Prinz von Homburg           | Henze            |
| Hérode                               | Hérodiade                       | Massenet         |
| Albert Werther                       | Werther                         | Massenet         |
| Athanaël                             | Thaïs                           | Massenet         |
| Ulisse                               | Il ritorno di Ulisse in patria  | Monteverdi       |
| Arbace                               | Idomeneo                        | Mozart           |
| Vogelsang                            | Der Schauspieldirektor          | Mozart           |
| Conte d'Almaviva                     | Le nozze di Figaro              | Mozart           |
| Don Giovanni                         | Don Giovanni                    | Mozart           |
| Don Alfonso Guglielmo                | Così fan tutte                  | Mozart           |
| Sprecher                             | Die Zauberflöte                 | Mozart           |
| Coppélius Dapertutto Lindorf Miracle | Les contes d'Hoffmann           | Offenbach        |
| Marcello Schaunard                   | La bohème                       | Puccini          |
| Barone Scarpia                       | Tosca                           | Puccini          |
| Figaro                               | Il barbiere di Siviglia         | Rossini          |
| Guillaume Tell                       | Guillaume Tell                  | Rossini          |
| Il poeta                             | Prima la musica e poi le parole | Salieri          |
| Froila                               | Alfonso und Estrella            | Schubert         |
| Roland                               | Fierrabras                      | Schubert         |
| Falke                                | Die Fledermaus                  | Strauss, Johann  |
| Mandryka                             | Arabella                        | Strauss, Richard |
| Valmont                              | The Dangerous Liaisons          | Susa             |
| Król Roger                           | Król Roger                      | Szymanowski      |
| Hamlet                               | Hamlet                          | Thomas           |
| Don Carlo                            | Ernani                          | Verdi            |
| Macbeth                              | Macbeth                         | Verdi            |
| Francesco Moor                       | I masnadieri                    | Verdi            |
| Rigoletto                            | Rigoletto                       | Verdi            |
| Conte di Luna                        | Il trovatore                    | Verdi            |
| Giorgio Germont                      | La traviata                     | Verdi            |
| Simon Boccanegra                     | Simon Boccanegra                | Verdi            |
| Renato                               | Un ballo in maschera            | Verdi            |
| Rodrigo di Posa                      | Don Carlo                       | Verdi            |
| Amonasro                             | Aida                            | Verdi            |
| Iago                                 | Otello                          | Verdi            |
| Ford                                 | Falstaff                        | Verdi            |
| Wolfram                              | Tannhäuser                      | Wagner           |
| Gunther                              | Götterdämmerung                 | Wagner           |
| Amfortas                             | Parsifal                        | Wagner           |

## Discografia parziale
| Anno | Titolo Ruolo                             | Cast                                                      | Direttore            | Casa                |
| ---- | ---------------------------------------- | --------------------------------------------------------- | -------------------- | ------------------- |
| 1986 | Der Schauspieldirektor Vogelsang         | Magda Nador, Krisztina Laki, Harry van der Kamp           | Nikolaus Harnoncourt | Teldec              |
| 1987 | Prima la musica e poi le parole Il Poeta | Robert Hall, Julia Hamari, Roberta Alexander              | Nikolaus Harnoncourt | Teldec              |
| 1988 | Götterdämmerung Gunther                  | Éva Marton, Siegfried Jerusalem, John Tomlinson           | Bernard Haitink      | EMI                 |
|      | Così fan tutte Guglielmo                 | Kiri Te Kanawa, Ann Murray, Ferruccio Furlanetto          | James Levine         | Deutsche Grammophon |
|      | Don Giovanni                             | Edita Gruberová, Barbara Bonney, László Polgár            | Nikolaus Harnoncourt | Teldec              |
| 1990 | Le nozze di Figaro Conte d'Almaviva      | Ferruccio Furlanetto, Dawn Upshaw, Kiri Te Kanawa         | James Levine         | Deutsche Grammophon |
| 1991 | Così fan tutte Don Alfonso               | Charlotte Margiono, Delores Ziegler, Anna Steiger         | Nikolaus Harnoncourt | Teldec              |
|      | Faust Valentine                          | Richard Leech, Cheryl Studer, José van Dam                | Michel Plasson       | EMI                 |
| 1992 | Evgenij Onegin                           | Kiri Te Kanawa, Nicolai Gedda, Linda Finnie               | Charles Mackerras    | EMI                 |
| 1993 | Il barbiere di Siviglia Figaro           | Jerry Hadley, Suzanne Mentzer, Bruno Praticò              | Gianluigi Gelmetti   | EMI                 |
|      | Billy Budd                               | Anthony Rolfe-Johnson, Eric Halfvarson                    | Kent Nagano          | Erato               |
|      | Hamlet                                   | June Anderson, Samuel Ramey, Gregory Kunde                | Antonio de Almeida   | EMI                 |
|      | Le nozze di Figaro Conte d'Almaviva      | Anton Scharinger, Charlotte Margiono, Barbara Bonney      | Nikolaus Harnoncourt | Teldec              |
| 1994 | Idomeneo, Re di Creta Arbace             | Plácido Domingo, Cecilia Bartoli, Heidi Grant Murphy      | James Levine         | Deutsche Grammophon |
|      | Hérodiade Hérode                         | Nadine Denize, Ben Heppner, Cheryl Studer                 | Michel Plasson       | EMI                 |
| 1995 | La bohème Marcello                       | Roberto Alagna, Leontina Vaduva, Ruth Ann Swenson         | Antonio Pappano      | EMI                 |
| 1997 | Thaïs Athanaël                           | Renée Fleming, Giuseppe Sabbatini                         | Yves Abel            | Decca               |
| 1999 | Werther Albert                           | Roberto Alagna, Angela Gheorghiu, Patricia Petibon        | Antonio Pappano      | EMI                 |
|      | Król Roger                               | Philip Langridge, Elzbieta Szmytka                        | Simon Rattle         | EMI                 |
| 2001 | Falstaff Ford                            | Bryn Terfel, Adrianne Pieczonka, Dorotea, Röschmann       | Claudio Abbado       | Deutsche Grammophon |
|      | Il trovatore Conte di Luna               | Roberto Alagna, Angela Gheorghiu, Larisa Diadkova         | Antonio Pappano      | EMI                 |
|      | Aida Amonasro                            | Cristina Gallardo-Domâs, Vincenzo La Scola, Olga Borodina | Nikolaus Harnoncourt | Teldec              |
| 2002 | Tannhäuser Wolfram                       | Peter Seiffert, Waltraud Meier, Jane Eaglen               | Daniel Barenboim     | Teldec              |
| 2003 | Carmen Escamillo                         | Angela Gheorghiu, Roberto Alagna, Inva Mula               | Michel Plasson       | EMI                 |
| 2013 | Simon Boccanegra                         | Kristine Opolais, Joseph Calleja, Carlo Colombara         | Massimo Zanetti      | Decca               |

## DVD parziale
- Mahler, Lieder eines fahrenden Gesellen/Kindertotenlieder/Des Knaben Wunderhorn/Rückert Lieder - Bernstein/Hampson/Popp, 1988/1990 Deutsche Grammophon
- Massenet, Thaïs - Lopez-Cobos/Fleming/Hampson - 2010 Decca
- Mozart, Don Giovanni (Salisburgo 2006) - Harding/Hampson/D'Arcangelo, regia Martin Kusej - Decca